# Dirk Lukrafka

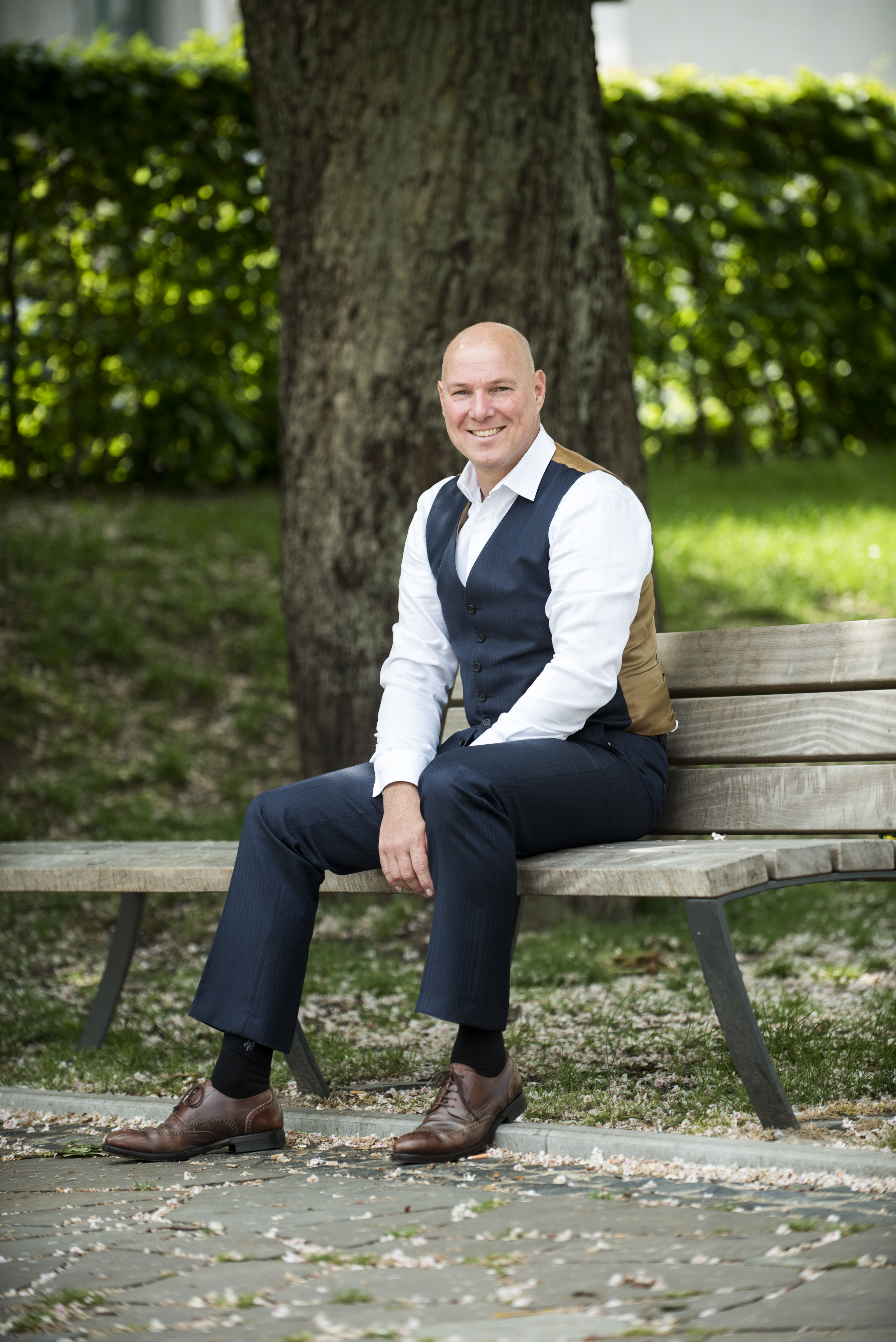
Dirk Lukrafka (2020)

Dirk Lukrafka (* 20. November 1968 in Gelsenkirchen) ist ein deutscher Politiker (CDU). Seit 2014 ist er Bürgermeister der Stadt Velbert.

## Leben
Lukrafka studierte nach einer Ausbildung zum Industriekaufmann in Essen an der Universität Köln Rechtswissenschaften. Nach beruflichen Stationen in Ratingen und Essen war er ab 2004 für die Technischen Betriebe Velbert tätig. Im November 2013 wurde er Stadtkämmerer der Stadt Velbert. Seit 2005 ist er Mitglied der CDU und trat bei der Kommunalwahl 2014 als Bürgermeisterkandidat der Partei an. Am 15. Juni 2014 setzte er sich in der Stichwahl gegen den Kandidaten der SPD Gerno Böll-Schlereth mit 55,2 % durch. Bei den Kommunalwahlen 2020 wurde er in der Stichwahl am 27. September 2020 mit 50,5 % wiedergewählt.

## Belege
1. ↑  Amtsblatt der Stadt Velbert vom 30. April 2014, Seite 3. (Memento vom 23. März 2015 im Internet Archive)
2. 1 2  Lokalkompass: Dirk Lukrafka ist Velberts neuer Bürgermeister
3. ↑  Dirk Lukrafka - Über mich/Vita (Memento vom 15. Juni 2014 im Webarchiv archive.today)
4. ↑  Kommunalwahlen, Ergebnis 2020, velbert.de

| Personendaten    | Personendaten                                        |
| ---------------- | ---------------------------------------------------- |
| NAME             | Lukrafka, Dirk                                       |
| KURZBESCHREIBUNG | deutscher Politiker (CDU), Bürgermeister von Velbert |
| GEBURTSDATUM     | 20. November 1968                                    |
| GEBURTSORT       | Gelsenkirchen                                        |